# Flavionávia
Flavionávia (em latim: Flavionavia) foi uma colónia, fundada pelos romanos na Península Ibérica (Hispânia).
Estava localizada próximo a Návia.